# Västra Skrävlinge socken
Västra Skrävlinge socken i Skåne ingick i Oxie härad, uppgick 1911 i Malmö stad, och området är sedan 1971 en del av Malmö kommun, från 2016 inom Västra Skrävlinge, Möllevångs och Sofielunds distrikt.
Socknens areal var 10,27 kvadratkilometer.  År 1929 fanns här 5 799 invånare. En del av Malmö inom stadsdelen Rosengård med sockenkyrkan Västra Skrävlinge kyrka ligger i socknen. 

## Administrativ historik
Socknen har medeltida ursprung. 
Vid kommunreformen 1862 övergick socknens ansvar för de kyrkliga frågorna till Västra Skrävlinge församling och för de borgerliga frågorna bildades Västra Skrävlinge landskommun. Landskommunen uppgick 1911 i Malmö stad som ombildades 1971 till Malmö kommun. Ur församlingen utbröts 1949 en del av den då bildade Möllevångens församling och 1969 Sofielunds församling vilka båda 2002 uppgick i Möllevången-Sofielunds församling. Församlingen uppgick 2014 i Husie församling.
1 januari 2016 inrättades distrikten Västra Skrävlinge, Möllevången och Sofielund, med samma omfattning som motsvarande församlingar hade 1999/2000, och vari detta sockenområde ingår.
Socknen har tillhört län, fögderier, tingslag och domsagor enligt vad som beskrivs i artikeln Oxie härad. De indelta soldaterna tillhörde Södra skånska infanteriregementet, Liv- och Skytts kompani och Skånska husarregementet, Arrie skvadron.

## Geografi
Västra Skrävlinge socken ligger i sydöstra Malmö. Socknen är slättbygd, som numera till största delen är tätbebyggd.

## Fornlämningar
Boplatser från sten- brons- och järnåldern är funna. Från bronsåldern finns tre gravhögar.

## Namnet
Namnet skrevs 1350 Scräplinghä, tidigt 1400-tal Westraskräplinge, och kommer från kyrkbyn. Efterleden är inbyggarbeteckningen inge. Förleden kan innehålla ett äldre namn på Husiebäcken som innehåller skrapa med syftning på vattnets ljud..